# Équipe d'Italie féminine de hockey sur gazon
Maillots
L'Équipe d'Italie féminine de hockey sur gazon représente l'Italie dans le hockey sur gazon féminin international.

## Palmarès

### Coupe du monde
- 1976 - 10e place
- 2018 - 9e place

### Ligue mondiale
- 2012-2013 - 12e place
- 2014-2015 - 16e place
- 2016-2017 - 12e place

### Champions Challenge
- 2003 - 6e place
- 2009 - 6e place

### Champions Challenge II
- 2011 -

### Championnat d'Europe
- 1984 - 12e place
- 1987 - 11e place
- 1991 - 11e place
- 1995 - 9e place
- 2003 - 11e place
- 2007 - 7e place
- 2011 - 8e place
- 2015 - 7e place
- 2021 - 8e place

### Championnat II d'Europe
- 2005 -
- 2009 -
- 2013 -
- 2017 -
- 2019 -

### Hockey Series
- 2018-2019 - Finales

### Coupe des nations
- 2022 - Qualifiée